# Holzapfelkreuth (metropolitana di Monaco di Baviera)
Holzapfelkreuth è una stazione di metropolitana di Monaco di Baviera, nel distretto Hadern, inaugurata il 16 aprile 1983.
È servita dalla linea U6, ed ha due binari.